# راش سیتی (مینه‌سوتا)
راش سیتی، مینه‌سوتا (به انگلیسی: Rush City, Minnesota) یک شهر در ایالات متحده آمریکا است که در شهرستان چیساکو، مینه‌سوتا واقع شده‌است.

## خصوصیات
راش سیتی ۱۱٫۱۹ کیلومترمربع مساحت و ۳٬۰۷۹ نفر جمعیت دارد و ۲۷۹ متر بالاتر از سطح دریا واقع شده‌است.